# Stetind en niebla
Stetind en niebla es una pintura al óleo realizada por Peder Balke en 1864. Se encuentra en la Galería Nacional de Noruega en Oslo, (Noruega) desde cuando fue adquirida en 1980. Además la Galería nacional tiene dos versiones más pequeñas de la misma escena.

## Antecedentes
Peder Balke obtuvo la inspiración para la pintura durante su primer viaje prolongado,que realizó en el año 1832 para visitar la naturaleza del norte de Noruega. El espectacular paisaje de la costa norte de Noruega dejó impresionado a Balke. El pintor utilizó a Stetind como un tema en varias ocasiones más adelante en sus obras pictóricas. Motivos similares se encuentran también en los 26 bocetos que se encuentran registrados que el pintor vendió al rey Luis Felipe de Francia, y que ahora se encuentran en el museo del Louvre de París.

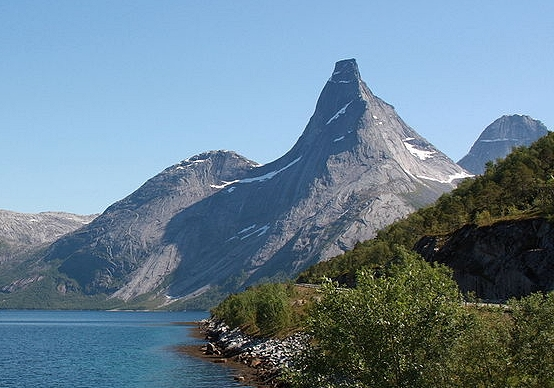
Fotografía de la montaña Stetind del año 2009

La montaña de Stetind se asienta en el fiordo tranga, una de las cabeceras del Tysfjorden. La cima de la montaña fue seleccionada en primer lugar en un sondeo (encuesta) de la Norsk Rikskringkasting.

## Descripción
La pintura es una composición de la tradición romántica que describe la relación del hombre  con las fuerzas de la naturaleza, la montaña de Stetind se encuentra en el centro de la pintura, con un horizonte muy bajo. y una niebla gris domina toda la escena. En el agua se aprecian dos barcos que luchan contra el elemento del viento, todo esto está observado por un pequeño grupo de personas que se encuentran sobra una roca.

## Europeana 280
En abril de 2016, la pintura Stetind en niebla fue seleccionada como una de las diez más grandes obras artísticas de Noruega por el proyecto Europeana.

## Procedencia
La pintura fue comprada por la Galería Nacional de Oslo en 1980. La Galería Nacional también tiene dos versiones más pequeñas de la misma escena.